# Републиката на Сара
„Републиката на Сара“ (на английски: The Republic of Sarah) е американски сериал, драма, който се излъчва от юни 2021 г. до септември 2021 г. по Си Ви. Сериалът е създаден от Джефри Пол Кинг и в него участва Стела Бейкър в титулярната роля, заедно с Люк Мичъл, Меган Фоулс, Изабела Алварес, Иън Дъф, Хоуп Лорен, Ния Холоуей, Ландри Бендър и Форест Гудлък като част от главния актьорски състав. През септември 2021 г. сериалът е спрян след един сезон.

## Сюжет
Когато под градчето Грейлок, Ню Хемпшир, е открита огромна жила от колтан – изключително ценен минерал – минна компания се подготвя да добие минерала, което на практика би премахнало града от съществуването му. Сара Купър, разюздана гимназиална учителка в Грейлок, организира и оглавява съпротивата. Въпреки това се стига до неочакван резултат, когато градчето се превръща в собствена нация, отделна от САЩ. По този начин Сара и останалите жители на града трябва да се справят с развитието на собствена държава.

## Актьорски състав и герои

### Главни роли
- Стела Бейкър – Сара Купър, учителка по история в Грейлок, Ню Хемпшир, която спасява града си от плановете на Лидон Индъстрис да добива минерали. Тя изпитва чувства към Супер Гроувър, но все още не ги е разгърнала.
- Люк Мичъл – Дани Купър, по-големият брат на Сара, който работи като адвокат за Лидон Индъстрис.
- Хоуп Лорън – Корин Диърборн, най-добрата приятелка на Сара и бивша годеница на Дани, която има син на име Джош
- Ния Холоуей – Ейми „Ей Джей“ Джонсън, приятелка на Сара, която винаги е вярна на каузата ѝ и полицай от Грейлок. Тя има тайна афера с бившата съпруга на кмета Алексис.
- Иън Дъф – Супер Гроувър Симс, другият най-добър приятел на Сара, който работи в местната закусвалня и има тежко минало. Той изпитва чувства към Сара, но е в конфликт заради смъртта на съпругата си преди две години.
- Форест Гудлък – Тайлър Истърбрук, внимателен и мил ученик на Сара, който започва да се среща с Бела в пилотния епизод.
- Ландри Бендер – Бела Уитмор, една от ученичките на Сара и вече бивша дъщеря на кмета. Първоначално спазваща правилата, тя започва да излиза от черупката си и започва да помага на Сара да се бори за независимост, за голямо неодобрение на баща си.
- Изабела Алварес – Мая Хименес, момиче, което се опитва да се адаптира към живота в новия град, след като е изпратено да живее с баща си гей, и най-младият избран член на Съвета на Грейлок
- Меган Фолоус – Елън Купър, майка на Сара и Дани, алкохоличка и насилничка, бивш сенатор от щата Ню Хемпшир.

### Поддържащи роли
- Ноам Дженкинс – Уилям Уитмор, бивш кмет на Грейлок и баща на Бела
- Никола Кореа-Дамуд – Алексис Уитмор, съпруга на бившия кмет и мащеха на Бела. Тя има тайна афера с Ейми „Ей Джей“ Джонсън. Също така тя е Звездната жена, която владее Космическия жезъл: „Който владее този жезъл, да бъде достоен, ще притежава силите на Звездата!“
- Салваторе Антонио – Луис Видал, баща на Мая и собственик на местната закусвалня
- Етиен Келици – Джош Диърборн, син на Корин
- Дон У. Шепърд – Винс, полицай от Грейлок
- Райън Брус – Адам Диърборн, съпруг на Корин и баща на Джош
- Даниел Ди Томазо – Уестън, репортер, който пристига в Грейлок, Ню Хемпшир, за да опише живота и времето на новата нация
- Палома Нуньес – Лиз Фърнсби, избран член на Съвета на Грейлок
- Ксандър Бъркли – Пол Купър, отчужденият баща на Сара и Дани

## Продукция

### В разработка
Първоначално сериалът е разработван от Си Би Ес, като е поръчан пилотен проект, но мрежата се отказва от него. На 30 януари 2020 г. Си Ви обяви, че е поръчала нов пилотен епизод за сериала и че ще включва изцяло нов актьорски състав. На 12 май 2020 г. Ци Ви обявява, че е поръчала сериал „Републиката на Сара“, състоящ се от 13 епизода в първия си сезон. На 2 септември 2021 г. прекратява сериала след един сезон.

### Кастинг
През февруари 2020 г. бе съобщено, че Стела Бейкър ще играе главната роля в сериала. През следващия месец към главния актьорски състав се присъединяват Люк Мичъл, Изабела Алварес, Ния Холоуей, Хоуп Лорън, Ландри Бендер, Иън Дъф и Форест Гудлък. На 15 януари 2021 г. Ксандър Бъркли е включен в епизодична роля. На 25 март 2021 г. Даниел Ди Томасо се присъединява към актьорския състав в поддържаща роля.

### Снимачен процес
Основните снимки на пилотния епизод на сериала първоначално бяха планирани за пролетта на 2020 г., но бяха отложени заради пандемията от КОВИД-19.

## Излъчване
Премиерата на „Републиката на Сара“ е на 14 юни 2021 г., а финалът на сериала е излъчен на 6 септември 2021 г. В Канада сериалът се излъчва по СитиТВ. В Индия сериалът се излъчва по сестринския стриймър Воот на Студио Си Би Ес. В Южна Африка сериалът се излъчва по ДИЕСтиви канала 101 М-Нет.

## Рейтинг
В сайта Rottentomatoes.com сериалът има 43% одобрение въз основа на 7 рецензии на критици със средна оценка 6/10. В Метакритик има средна оценка от 48 от 100 точки на базата на 4 критици, което означава „смесени или средни отзиви“.

## В България
Сериалът започва на 11 януари 2022 г. по Фокс Лайф с разписание всеки вторник от 21:00 по два епизода, с повторения в сряда от 12:25 и събота от 18:00. Завършва на 8 февруари.
Дублажът е на студио „Про Филмс“. Ролите се озвучават от Лина Златева, Лина Шишкова, Милена Живкова, Константин Лунгов и Росен Русев. Преводът е на Ивелина Иванова.